# Waldeck (Hesse)
Pour les articles homonymes, voir Waldeck.
Waldeck est une municipalité allemande située dans l'arrondissement de Waldeck-Frankenberg et dans le land de la Hesse.

## Histoire
| Appartenances historiques Comté de Waldeck 1137–1397 Comté de Waldeck-Waldeck 1397–1486 Comté de Waldeck-Wildungen 1486–1598 Comté de Waldeck-Eisenberg 1598–1607 Comté de Waldeck-Wildungen 1607–1692 Comté de Waldeck 1692–1712 Principauté de Waldeck-Pyrmont 1712–1918 République de Weimar 1918–1933 Reich allemand 1933–1945 Allemagne occupée 1945–1949 Allemagne 1949–présent |

## Patrimoine
- Abbaye d'Ober-Werbe.

## Personnalités liées à la ville
- Philippe IV de Waldeck (1493-1574), comte de Waldeck-Wildungen mort à Waldeck.
- Daniel de Waldeck (1530-1577), comte de Waldeck-Wildungen mort à Waldeck.
- Henri IX de Waldeck (1531-1577), comte de Waldeck-Wildungen mort à Werbe.